# Jean M. Auel
Jean Marie Auel, nascida Jean Marie Untinen (Chicago, 18 de fevereiro de 1936), é uma escritora estadunidense, mais conhecida por ser uma autora de romances de ficção pré-história, onde retrata situações em que o Homem de Cro-Magnon convive com o Homem de Neanderthal em romances ambientados na Europa, em livros que venderam 34 milhões de cópias em todo o mundo.

## Biografia
Jean Marie Untinen era a segunda filha de Neil Solomon Untinen, pintor de casas, e Martha Wirtanen. Casou-se com Ray Bernard Auel, com quem teve cinco filhos, e mora em Portland.
Auel é membro da Mensa desde 1964. Ela cursou a Portland State University e a University of Portland. Quando estudante trabalhou como caixa (1965-1966), como pintora de placas de trânsito (1966-73), redatora (1973-74) e gerente de crédito na Tektronix Corporation. Obteve o MBA em 1976, e também conquistou graduações honorárias na University of Maine e na Mount Vernon College for Women.
Em 1977 a Sra. Auel iniciou uma extensa pesquisa bibliográfica sobre a Era do Gelo para seu primeiro livro. Em seguida juntou-se a um grupo de aprendizado de técnicas de sobrevivência para aprender como construir um abrigo no gelo, os métodos primitivos para a produção de fogo, curtição do couro e, finalmente, polimento de pedras com o especialista em cultura indígena, Jim Riggs. Auel o descreve como "o tipo de pessoa que você coloca nu em um ponto do deserto, e ele sairá do outro vestida, alimentada e protegida." A obra resultante - "The Clan of the Cave Bear" (O Clã do Urso da Caverna) foi indicado para numerosos prêmios literários, inclusive a indicação para melhor livro de estreia da American Booksellers Association.
Após o sucesso das vendas de seu primeiro livro, Auel pode viajar para sítios de ruínas e relíquias pré-históricas, e também visitar a maioria dos especialistas com quem havia se correspondido. Sua pesquisa levou-a através de toda a Europa, partindo da França até a Ucrânia, inclusive por aquilo que Marija Gimbutas chamou de "Europa Antiga". Desenvolveu estreita amizade com o Dr. Jean Clottes, de França, que foi responsável, entre outras coisas, pela descoberta da Caverna de Cosquer, em 1985, e da Caverna de Chauvet, em 1994..
Os livros da autora são publicados pela Bantam Books. No Brasil foram editados pela editora Record (por sua afiliada, chamada BestBolso)